# Marie zur Megede
Marie zur Megede (verheiratete Marie zur Megede-Hartog; * 17. September 1855 in Freystadt in Schlesien; † September 1930) war eine deutsche Schriftstellerin.

## Leben
Der Vater Hans zur Megede war Landrat im niederschlesischen Kreis Freystadt, die Mutter war Baronin Friederike von der Osten-Sacken. Der Bruder Johannes Richard zur Megede wurde Schriftsteller, die Schwester Gertrud Moldzio verfasste ein Erziehungsbuch.
Marie zur Megede besuchte das Fromm-Institut für Mädchen in Sagan. Die Familie hielt sich auch öfter in Berlin auf, wo der Vater Mitglied des Preußischen Abgeordnetenhauses und des Norddeutschen Reichstags wurde. Danach lebte Marie zur Megede in Sondershausen in Thüringen, wo sie wahrscheinlich eine Erziehung am fürstlichen Hofe erhielt. Anschließend kehrte sie zur Familie zurück, die inzwischen in Peine bei Hannover lebte. Nach dem Tod des Vaters 1882 zog Marie zur Megede mit der Mutter nach Friedenau bei Berlin.
1893 heiratete sie den Gutsherrn und Offizier Carl Hartog. Sie lebte seitdem auf dessen Gut (Groß) Kalkeningken bei Groß Wartau im Landkreis Insterburg in Ostpreußen, mindestens bis 1909.
Die beiden hatten mindestens drei Kinder.

## Werke
Marie zur Megede publizierte Romane, Novellen und einige Zeitschriftenartikel, die sie unter ihrem Mädchennamen veröffentlichte. Ihr heute bekanntestes Buch ist Frauengedanken über Menschenerziehung (1907).
- Um Gold, Novellen, Berlin 1883
- Graue Geschichten, Novellen, 2 Bände, F. Fontane & Co. Berlin, 1891, 1892
- Aus der Gesellschaft, Roman, F. Fontane & Co. Berlin, 1895
- Die Erbin, Noveletten, Stuttgart 1897
- Liebe, Novellen, Stuttgart, Leipzig 1899
- Das Licht, Roman, F. Fontane & Co. Berlin, 1902
- Sport, Novellen, F. Fontane& Co. Berlin, 1903
- Narren, Roman, F. Fontane & Co. Berlin, 1904
- Unter Masken, F. Fontane & Co. Berlin, 1906
- Frauengedanken über Menschenerziehung, F. Fontane & Co. Berlin, 1907 Digitalisat
- Johannes Richard zur Megede. Erinnerungsblätter aus seinem Leben, In: Über Land und Meer, Oktav-Ausgabe, Jahrgang 1906/1907, 2. Band, Deutsche Verlags-Anstalt, Berlin, Stuttgart, Leipzig 1906/1907, S. 67–73. (Nach dem Tod des Bruders).
- Toskas Rache und andere Novellen, Hillger, Berlin, Leipzig [1911]